# ファン・バン・サントス
ファン・バン・サントス（Phan Văn Santos、1977年9月30日 - ）は、ブラジル出身のベトナムの元サッカー選手。ベトナム代表。
ブラジルのリオデジャネイロにファビオ・ドス・サントス(Fabio dos Santos)として生まれる。1992年からCRヴァスコ・ダ・ガマに所属し、いくつかの国内チームを渡り歩き2001年にベトナムのクラブチーム、ドンタム・ロンアンFCに移籍した。AFCチャンピオンズリーグ2006では上海申花戦でゴールを挙げ、AFCチャンピオンズリーグ史上初めてとなるゴールキーパーによる得点を挙げた。2007年にベトナム国籍を習得、翌2008年にはベトナム代表に選出されている。ベトナムへの帰化選手としては初めての代表選出となった。